# Nord-Est (región de desarrollo)
Nord-Est (español: Noreste) es una región de desarrollo de Rumanía. Como las demás regiones de desarrollo, no tiene poderes administrativos, siendo su función principal la de coordinar proyectos de desarrollo regional y gestionar fondos de la Unión Europea.

## Distritos
La región cubre la parte noreste del país y, tradicionalmente, es parte de la antigua región histórica de Moldavia (principalmente, Moldavia occidental y el sur de Bucovina). La región Nord-Est se compone de los siguientes distritos:
- Bacău
- Botoșani
- Iași
- Neamț
- Suceava
- Vaslui

## Economía
La Región Nord-Est es un área con un rico trasfondo histórico, cultural y espiritual. Geográficamente, la región va desde cadenas montañosas en el oeste, hacia las suaves mesetas con importantes viñedos y llanuras onduladas con grandes granjas en el este. También es uno de los destinos turísticos de Rumanía.
La economía de la región Nord-Est es mixta, agrícola, especialmente hacia el este, y con varios centros industriales. El PIB regional per cápita es el más bajo de Rumanía, aproximadamente dos tercios del promedio nacional.
Ciudades principales:
- Iași, la antigua capital de Moldavia y la ciudad más grande de Nord-Est, tiene una sólida base industrial y es uno de los principales centros universitarios, culturales, artísticos y comerciales de Rumanía;
- Bacău es un dinámico centro industrial y comercial;
- Suceava (la capital medieval de Moldavia) y Piatra Neamț también fueron ciudades industrializadas y son importantes ciudades históricas y turísticas;
- Botoșani y Vaslui son centros tradicionales de comercio y agricultura desarrollados, y bases importantes para las industrias textiles y de procesamiento de la región.
- Bârlad, Roman, Onești y Pașcani son otras importantes ciudades industriales de la región.

## Demografía
Nord-Est tiene una población total de 3 302 217 (censo de 2011) lo que la convierte en la región más poblada del país. Su densidad de población es de 90 habitantes por km².
En el censo de 2002, la región tenía una mayoría rumana significativa, del 97,9 %, siendo la segunda minoría más grande los romaníes, que representan el 1,2 % de la población. Otras minorías, que incluyen ucranianos, lipovanos, csangos, polacos, hutsules, húngaros y alemanes constituyen el resto de la población (0,9 %).
El rumano es el idioma más hablado, como primera lengua por el 98,7% de los habitantes de la región. Las lenguas minoritarias incluyen el romaní, hablado por el 0,6 % de la población, y el ucraniano (0,3 %).